# フードテーマパーク

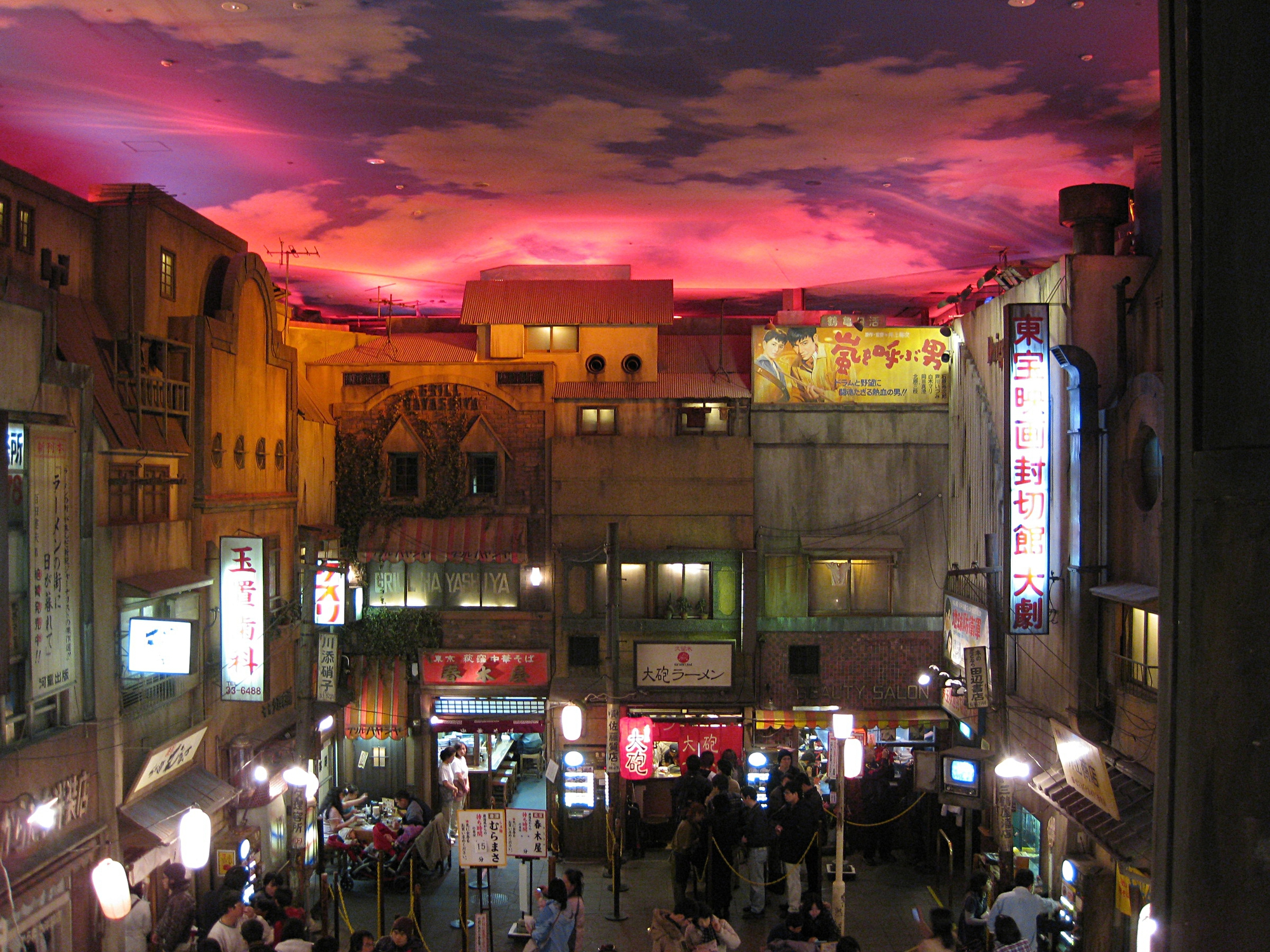
新横浜ラーメン博物館

フードテーマパーク（Food Theme Park）は、一つの料理・食べ物のジャンルに特化して、その専門店を集めたテーマパークである。
専門店の集め方には、全国からそのジャンルの有名店を集める場合と、出店する地域の店舗に限定する場合がある。

## 概要
新横浜ラーメン博物館などに端を発するテーマパークの形態で、屋内型施設の形態を取る場合が多い。単に専門店を集めただけの施設は「フードコンプレックス」と呼ばれるが、統一感のあるコンセプトにより通常の店舗では味わえない雰囲気を持っており、テーマパークと言われる所以である。
昭和レトロと極めて親和性が高く、昭和レトロの流行と軌を一にして発展したと言っても過言でない。この中で、横町をイメージしてあえて狭くした通路、ガラス戸・駄菓子の陳列棚・ホーロー看板・白黒テレビなどの小道具、セピア色から連想された茶色がかった照明、「大正レトロ」などの独特の丸みのある飾りフォントなどが、フードテーマパークの定番デザインとして定着していった。
フードテーマパーク自体は新横浜ラーメン博物館などが1994年頃から営業しているが、2000年以降は全国的に数が増え、テーマにする料理もラーメンに餃子、プリンやパンと多様化している。
新鮮味を保つため、施設内の店舗はしばしば入れ替えが行われる。店舗の撤退はテナント側の都合によるもののほか、人気投票に基づくものもある。
ナムコ・ナンジャタウン（現：ナンジャタウン）を手がけているナムコ（バンダイナムコゲームス）には、これらの開発専門チーム「チームナンジャ」が設けられており、最盛期には多くのフードテーマパーク施設の開発に協力していた。
また、1990年代にマイカルグループが全国のマイカルタウンで展開していた海のルネッサンス、ドレミファタウングルメコート、粋族館などは、ファンタジー色が強く、他のフードテーマパークとは一線を画していた。

## 全国の主な施設

### ラーメン
- あさひかわラーメン村 - 北海道旭川市
- 札幌ら〜めん共和国 - 北海道札幌市中央区
- 札幌ラーメン横丁 - 北海道札幌市中央区
- 札幌すすきのラーメン館 - 北海道札幌市中央区
- 津軽ラーメン街道 - 青森県五所川原市
- 会津喜多方ラーメン館 - 福島県喜多方市
- 武蔵浦和ラーメンアカデミー - 埼玉県さいたま市
- ラーメン国技館 - 東京都港区
- -両国-江戸NOREN - 東京都墨田区
- 御徒町ラーメン横丁 - 東京都台東区
- ラーメンスクエア - 東京都立川市
- 新横浜ラーメン博物館 - 神奈川県横浜市
- ときめきラーメン万代島 - 新潟県新潟市
- 名古屋・驛麺通り - 愛知県名古屋市
- 京都拉麺小路 - 京都府京都市
- ラーメンスタジアム - 福岡県福岡市

### 粉物料理系
- お台場たこ焼きミュージアム - 東京都港区
- TAKOPA たこやきパーク - 大阪府大阪市
- 道頓堀コナモンミュージアム - 大阪府大阪市
- お好み村 - 広島県広島市
- お好み共和国 ひろしま村 - 広島県広島市
- ひろしまお好み物語 駅前ひろば - 広島県広島市

### スイーツ系
- 自由が丘スイーツフォレスト - 東京都目黒区
- 金沢デザートフォレスト - 石川県金沢市
- 福袋デザート横丁（ナムコ・ナンジャタウン内） - 東京都豊島区
- 白い恋人パーク - 北海道札幌市西区
- 菓子屋横丁 - 埼玉県川越市
- 新潟せんべい王国 - 新潟県新潟市
- お菓子の城（THE SWEET CASTLE） - 愛知県犬山市

### その他
- あそぼ！ガリガリ君（ふかや花園プレミアム・アウトレット内）- 埼玉県深谷市
- こんにゃくパーク - 群馬県甘楽町
- サイボク - 埼玉県日高市
- 道産食彩HUG - 北海道札幌市中央区
- 四季彩キッチン きた倶楽部 - 北海道札幌市白石区
- ハイカラ横町 - 北海道小樽市
- 港の屋台 - 北海道釧路市
- 北の屋台 - 北海道帯広市
- 牛たん通り・すし通り- 宮城県仙台市
- ナンジャ餃子スタジアム（ナンジャタウン内） - 東京都豊島区
- 八王子ロマン地下 - 東京都八王子市
- 東京ミートレア - 東京都八王子市
- 食のテーマパーク 伊豆・村の駅 - 静岡県三島市
- 清水すしミュージアム - 静岡県静岡市
- めんたいパーク - 茨城県大洗町・愛知県常滑市(とこなめ)・兵庫県神戸市(神戸三田)・静岡県函南町(伊豆)・滋賀県野洲市(びわ湖)・群馬県甘楽町(群馬)
- 滝見小路 - 大阪府大阪市
- なにわ食いしんぼ横丁 - 大阪府大阪市
- キザクラカッパカントリー - 京都府京都市
- 平成浪漫商店街ひろめ市場 - 高知県高知市
- フードパル熊本 - 熊本県熊本市

## 閉店した施設
（）内の日付は閉鎖日。
- 2001年
  - ドレミファタウングルメコート - 北海道小樽市（閉鎖日不明）
  - 北樽市場 - 北海道小樽市（閉鎖日不明）
  - 海のルネッサンス - 北海道小樽市（閉鎖日不明）
  - 海のルネッサンス - 兵庫県明石市（閉鎖日不明）
- 2004年
  - 粋族館 - 三重県桑名市（閉鎖日不明）
- 2006年
  - ラーメン城下町 - 熊本県熊本市（2006年3月31日）
  - 宇都宮餃子共和国 - 栃木県宇都宮市（2006年6月30日）
- 2007年
  - 浪花麺だらけ - 大阪府大阪市（2007年2月25日）
  - 桑名らーめん街道 - 三重県桑名市（2007年閉鎖月不明）
  - 横濱カレーミュージアム - 神奈川県横浜市（2007年3月31日）
  - 神戸スイーツハーバー - 兵庫県神戸市（2007年11月25日）
  - 相模原ー麺ワールド - 神奈川県相模原市 (2007年8月)
- 2008年
  - 名古屋麺屋横丁（サンシャイン栄内） - 名古屋市中区（2008年2月3日）[1]
  - 泉ヶ丘ラーメン劇場 - 大阪府堺市（2008年2月28日）
  - 仙台ラーメン国技場 - 宮城県仙台市（2008年2月29日）
  - 函館湯の川温泉らーめんブギ - 北海道函館市（2008年3月31日）
  - 明石ラーメン波止場 - 兵庫県明石市（2008年8月31日）
- 2009年
  - 東京パン屋ストリート（ららぽーとTOKYO-BAY内） - 千葉県船橋市（2009年1月25日）
  - 三越スイーツ庭園 in Kagoshima（三越鹿児島店内[注釈 1]） - 鹿児島県鹿児島市（2009年1月頃）
  - 道頓堀極樂商店街（サミー戎プラザ内） - 大阪府大阪市（2009年3月31日）
  - 雁来街道・路地裏横丁 - 北海道札幌市東区（2009年6月、イオン札幌苗穂ショッピングセンター改装に伴い閉店）
- 2010年
  - 福岡デザートフォレスト - 福岡県福岡市 (2010年1月10日)
  - 浪花餃子スタジアム - 大阪府大阪市（2010年1月11日）
  - 大阪デザートフォレスト - 大阪府守口市 (2010年2月)
  - 名古屋デザートフォレスト - 愛知県名古屋市 (2010年3月31日)
  - 台場小香港 - 東京都港区（2010年3月31日）
- 2011年
  - 立川中華街 - 東京都立川市（2011年3月31日） - 中国各地域の料理店や中華食材などの物販店などを1フロアに集め、旧正月のイベントなども行っていた。閉鎖後は通常の食堂街となった。
  - 札幌スープカレー横丁 - 北海道札幌市中央区（2011年7月31日）
  - 旭川浪漫村 - 北海道旭川市（2011年閉鎖月不明）
- 2013年
  - アイスクリームシティ（ナムコ・ナンジャタウン内） - 東京都豊島区（2013年1月14日）
  - 東京デザート共和国（旧名「東京シュークリーム畑」）（ナムコ・ナンジャタウン内） - 東京都豊島区（2013年1月14日）
  - ゆいまーる通り - 沖縄県南風原町（2013年閉鎖月不明） - 沖縄そばのフードテーマパーク
- 2020年
  - 品達品川 - 東京都港区（2020年3月31日、京急品川駅改良工事に伴い閉館）
  - めんたいパーク大阪ATC - 大阪府大阪市（5月31日）